# Xã Prairie Home, Quận Cooper, Missouri
Xã Prairie Home (tiếng Anh: Prairie Home Township) là một xã thuộc quận Cooper, tiểu bang Missouri, Hoa Kỳ. Năm 2010, dân số của xã này là 682 người.